# Моренте, Эстрелья

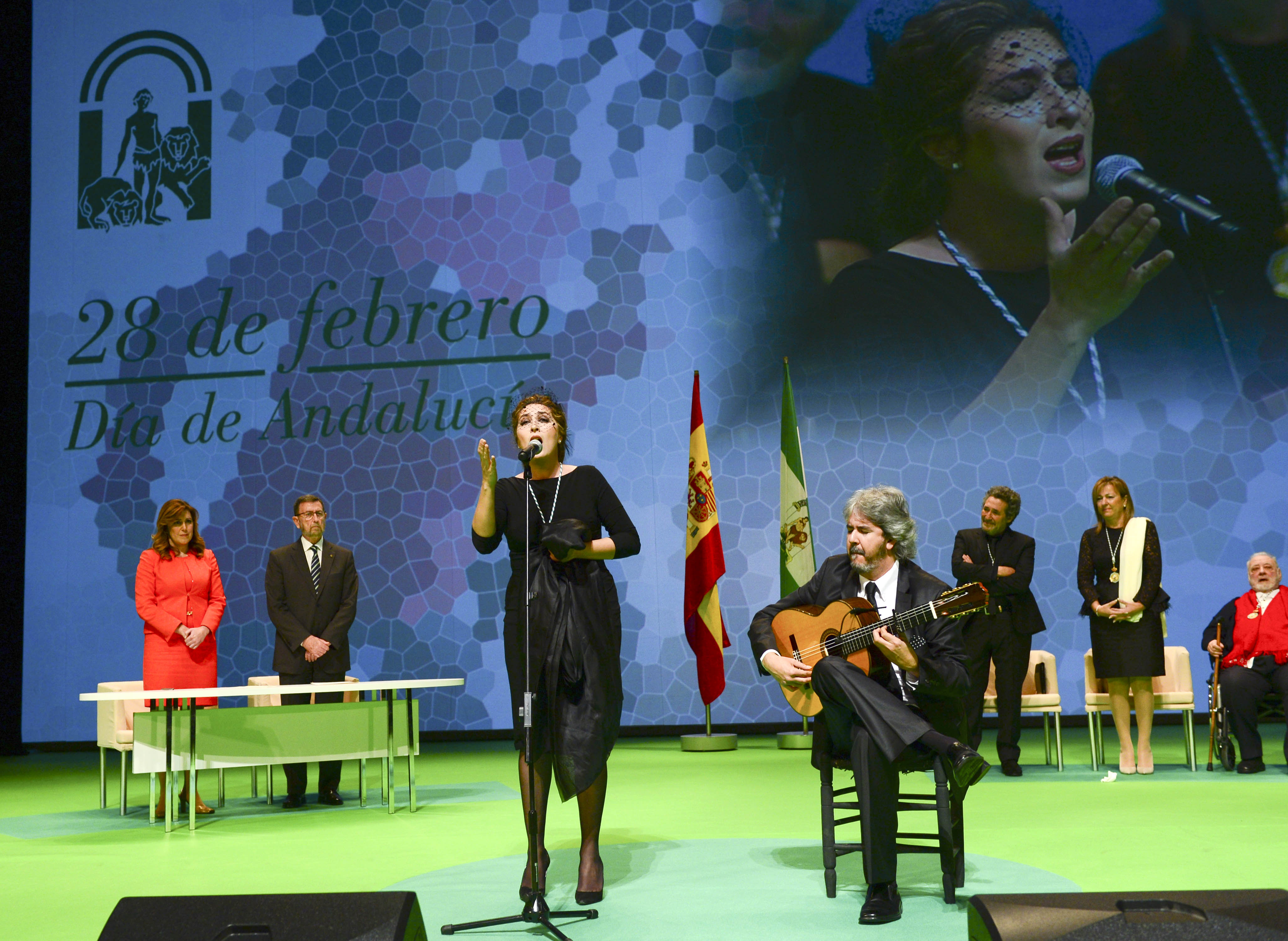
Эстрелья Моренте исполняет гимн Андалусии. 2014 г.

Эстрелья де Аурора Моренте Карбонель (исп. Estrella de Aurora Morente Carbonell; 14 августа 1980, Лас-Габьяс, Гранада, Андалусия) — испанская певица, исполнительница фламенко (cante flamenco), традиционного андалузского пения с цыганскими корнями.

## Биография
Дочь певца Энрике Моренте и танцовщицы Авроры Карбонель. Начала выступать вместе с отцом с семилетнего возраста.
В 2001 году записал свой первый альбом «Mi cante y un poema».
14 декабря 2001 году вышла замуж за испанского тореадора Хавьера Конде (исп. Javier Conde); у них двое детей.

## Дискография
- Mi cante y un poema (2001)
- Calle del Aire (2001)
- Mujeres (2006)
- Casacueva y escenario (2007) (DVD)

## Фильмография
- 2006: Volver (поёт партию Раймунды)
- 2005: Iberia
- 2001: Бунюэль и стол царя Соломона / Buñuel y la mesa del rey Salomón — певица фламенко